# 東海級コルベット
東海級コルベット（トンヘきゅうコルベット、朝鮮語: 동해급 초계함、英: Donghae-class corvette）は、韓国海軍が運用していたコルベット（哨戒戦闘艦）の艦級。計画名はHDC-800型。

## 来歴
1970年代、朴正煕政権は「自己完結型の国防力整備を目指した8ヶ年計画」を発表し、海軍においては、国内技術による艦隊建設が志向された。これに基づいて、まず国内建造されたのが蔚山級フリゲートであった。これは当時の韓国の防衛産業の技術を結集した戦闘艦であり、最新の射撃統制装置と自動砲、艦対艦ミサイル、魚雷などを装備して、従来の韓国軍艦を凌駕する高性能を誇った一方、建造費が高いという欠点があった。
この問題に対し、海軍当局は、より小型・安価な哨戒戦闘艦（Patrol combat corvette, PCC）によってこれを補完するハイローミックス運用を志向した。1979年に概念設計に着手し、1980年に基本設計を終えた。これによって開発されたのが本級であり、1981年には、4社それぞれ1隻ずつの計4隻の建造契約が締結された。

## 設計
船型は平甲板型が採用されており、その上に3層の上部構造物が設けられている。減揺装置をもたないにもかかわらず、安定性と速力の両立を要求されたことから、船体はつぼ型の形態を採用した。ただし艦首の乾舷はかなり低く、凌波性には問題があると考えられていた。また艦型過小であり、洋上行動は比較的短期間に限られた。
主機関は、巡航機としてドイツのMTUフリードリヒスハーフェン社製MTU 12V956 TB82 ディーゼルエンジン（3,130馬力）を2基、高速機としてアメリカのゼネラル・エレクトリック社製LM2500 ガスタービンエンジン（27,200馬力）を1基搭載し、減速機を介して2軸の可変ピッチ・プロペラを駆動するCODOG方式が採用された。なお1番艦の進水後、推進器の振動・騒音の問題が生じたことから、プロペラ後縁の形状の変更が行われ、これは以後の3隻にも適用された。

## 装備
本級は砲装型コルベットであり、ミサイル兵装は搭載されていない。主砲は、艦首甲板上に76mm コンパット砲が備えられている。砲射撃指揮装置は、オランダのシグナール社のWM-28が搭載された。その空中線部は艦橋後方に設けられたラティスマスト頂部に設置されたが、これは、捕捉レーダーと連動した複合アンテナを採用しており、艦のメインセンサーとしても用いられる。捕捉レーダーと追尾レーダーはいずれもXバンドを採用しており、同系列機において、捕捉レーダーはレーダー反射断面積1m2の目標を60kmで探知できるとされていた。なお、WM-28の下方には、やはりXバンドで動作する航海レーダーとしてAN/SPS-64 レーダーが搭載された。艦橋上には、主砲用の副方位盤として、電子光学式のLIODが搭載された。
対空機関砲は、上部構造物後端にボフォース 56口径40mm機関砲を連装に配したMk.1 Mod.2 マウントが備えられたが、これは、第二次世界大戦当時にアメリカ海軍が使用していた旧式のものであり、射撃指揮装置も旧式のMk.51 射撃指揮装置であった。また、艦橋直前の船楼前端と艦尾甲板には、エリコンKCB 75口径30mm機関砲を連装に配した米エマーソン社製の有人砲塔を備えている。
ソナーは、米EDO社製の786型を船底に設置した。これは13キロヘルツ級の中周波ソナーであり、同時期に海上自衛隊で就役した護衛艦「いしかり」で採用されたAN/SQS-36D（J）と同じ系譜に属している。対潜兵器として、Mk.32 3連装短魚雷発射管からMk.46短魚雷を運用しているほか、従来通りの爆雷投下軌条も備えている。

## 同型艦

### 一覧表
| #       | 艦名                             | 造船所       | 就役       | 退役      |
| ------- | -------------------------------- | ------------ | ---------- | --------- |
| PCC-751 | 東海（トンヘ） ROKS Donghae      | 韓国造船     | 1982年8月  | 2009年6月 |
| PCC-752 | 水原（スウォン） ROKS Su Won     | 韓国タコマ   | 1983年10月 | 2010年6月 |
| PCC-753 | 江陵（カンヌン） ROKS Kang Reung | 現代重工業   | 1983年11月 | 2010年6月 |
| PCC-755 | 安養（アニャン） ROKS An Yang    | 大宇造船海洋 | 1983年12月 | 2011年9月 |

### 運用史
哨戒戦闘艦（PCC）は、本級の発展型にあたる浦項級もあわせれば28隻が建造されて、燕型哨戒艇（PK型）などとと連携して沿海域の防衛を担った。老朽化に伴って2010年頃に順次に退役したが、それまでに、1隻あたり250回以上の出動任務を遂行した。
なお「安養」は退役後にコロンビア海軍に譲渡され、改装のうえナリーニョ（ARC Nariño、CM-55）として再就役した。2014年7月に韓国で改装を完了し、10月にコロンビアに到着している。改装により艦首の76ｍｍ砲は撤去され、代わって40mm連装機関砲が搭載された。